# Palazzo Torrigiani Del Nero

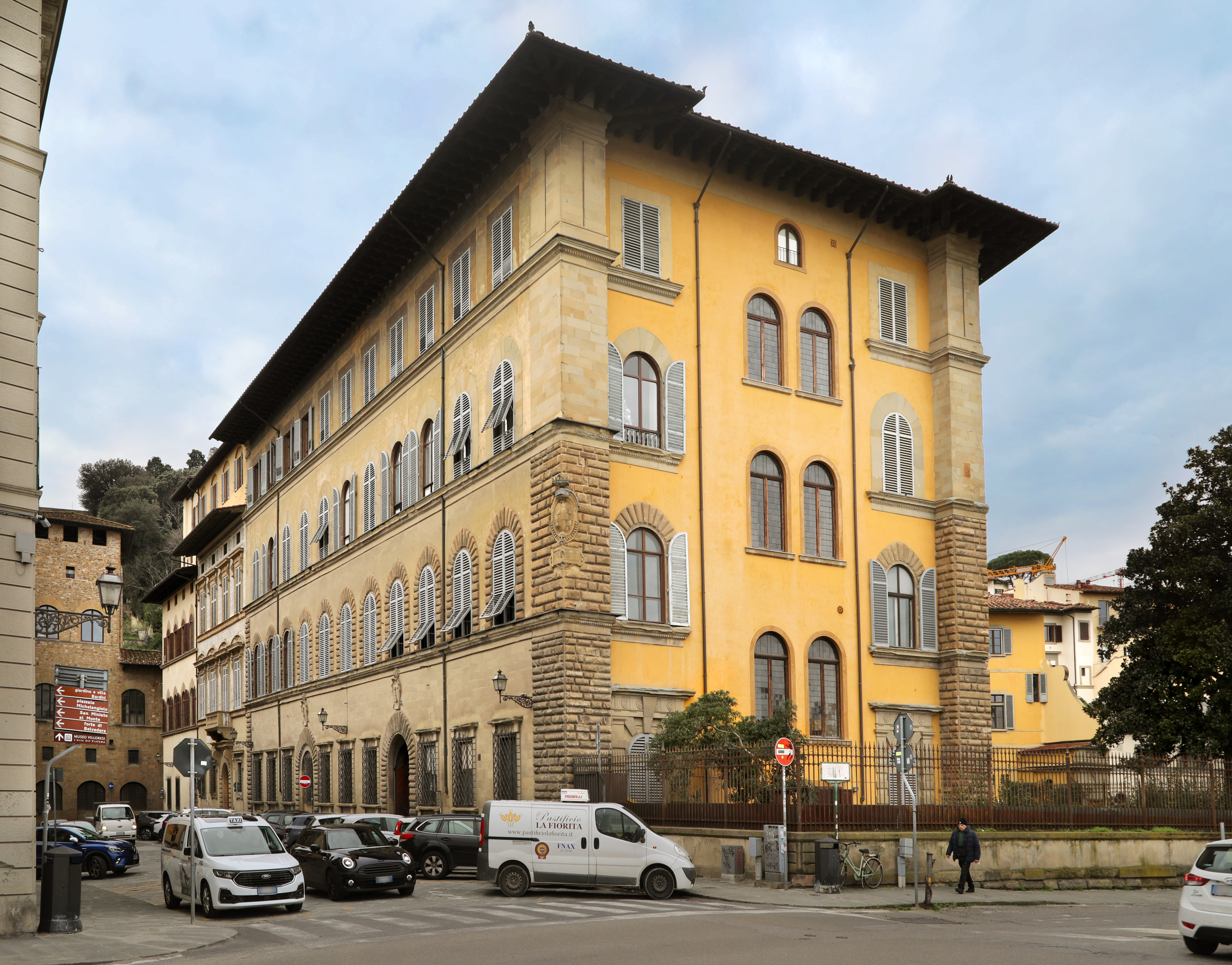
Fachada do Palazzo Torrigiani Del Nero.

O Palazzo Torrigiani Del Nero é um palácio de Florença que se encontra no nº5 da Piazza de' Mozzi, numa posição panorâmica sobre o Rio Arno, dando nome também ao adjacente Lungarno Torrigiani.

## História e descrição

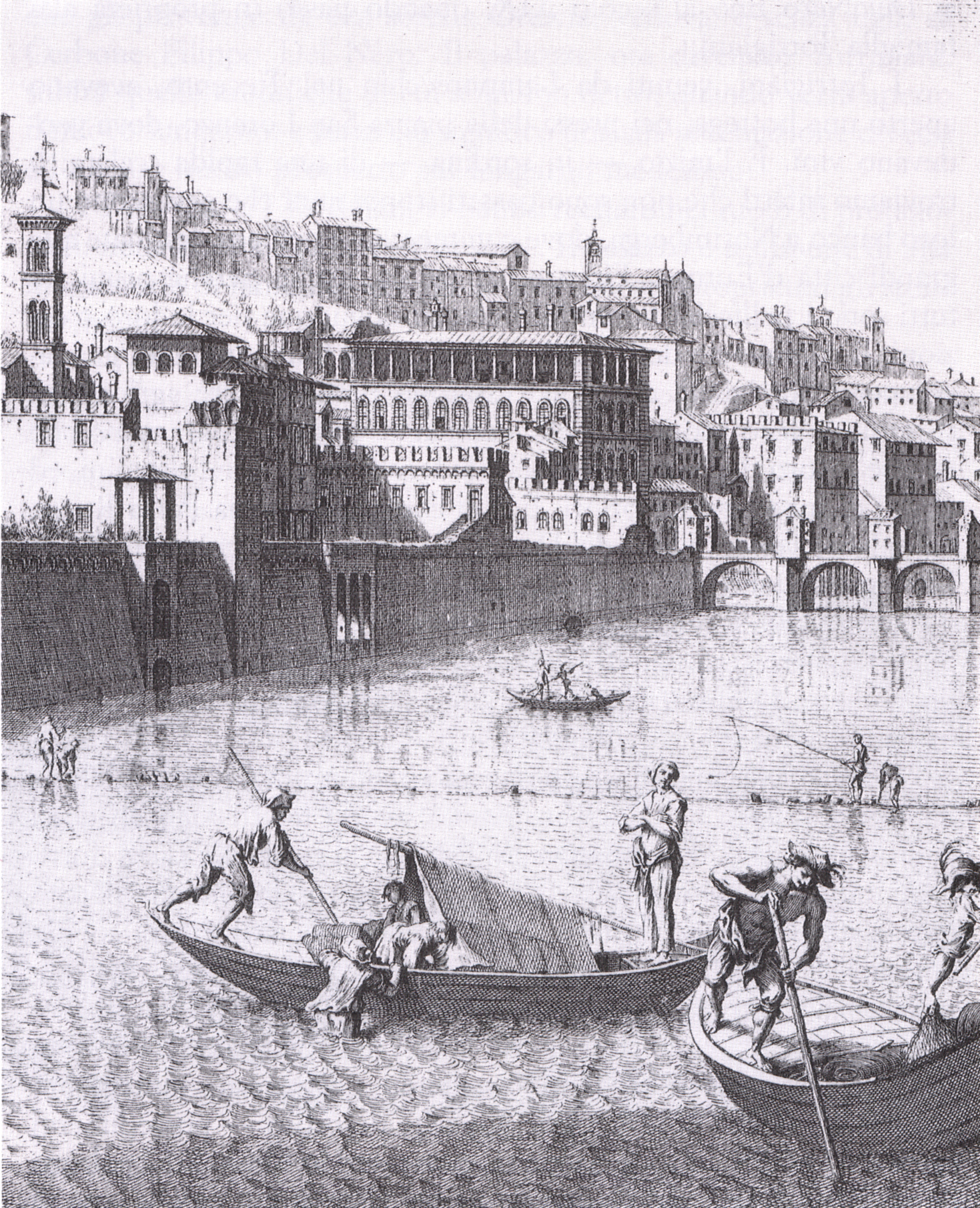
O palácio e a Ponte alle Grazie numa gravura de Giuseppe Zocchi (1744).

O núcleo primitivo do palácio deve remontar ao século XVI (provavelmente entre 1530 e 1540), quando foi edificado sob projecto, talvez, de Baccio d'Agnolo (segundo uma menção de Giorgio Vasari contida nas Vite) para a família Nasi, ou Nesi. 
Com a morte do patrono Roberto Nesi, o palácio passou, em 1552, para Agostino del Nero e foi terminado por Domenico, filho de Baccio. O palácio, amplado em relação ao projecto original, foi concluido no final do século e permaneceu na posse dos Del Nero até ao século XIX, quando foi cedido aos Torrigiani, com os quais eram aparentados.
O palácio era contíguo ao chamado Prato Del Nero (Prado Del Nero), que aparentemente era um jardim com hortas decrescentes que chegava a tocar o rio, do qual, actualmente,só resta um pequeno jardim atrás do portão do palácio. De facto, em 1872, Giuseppe Poggi, entre os projectos para Florença capital do Reino de Itália, criou os lungarni (vias ao longo do Rio Arno) sacrificando quase todas as estruturas que se encontravam em redor do rio, incluindo o Prato e as outras pitorescas estruturas do vizinho Palazzo Serristori.

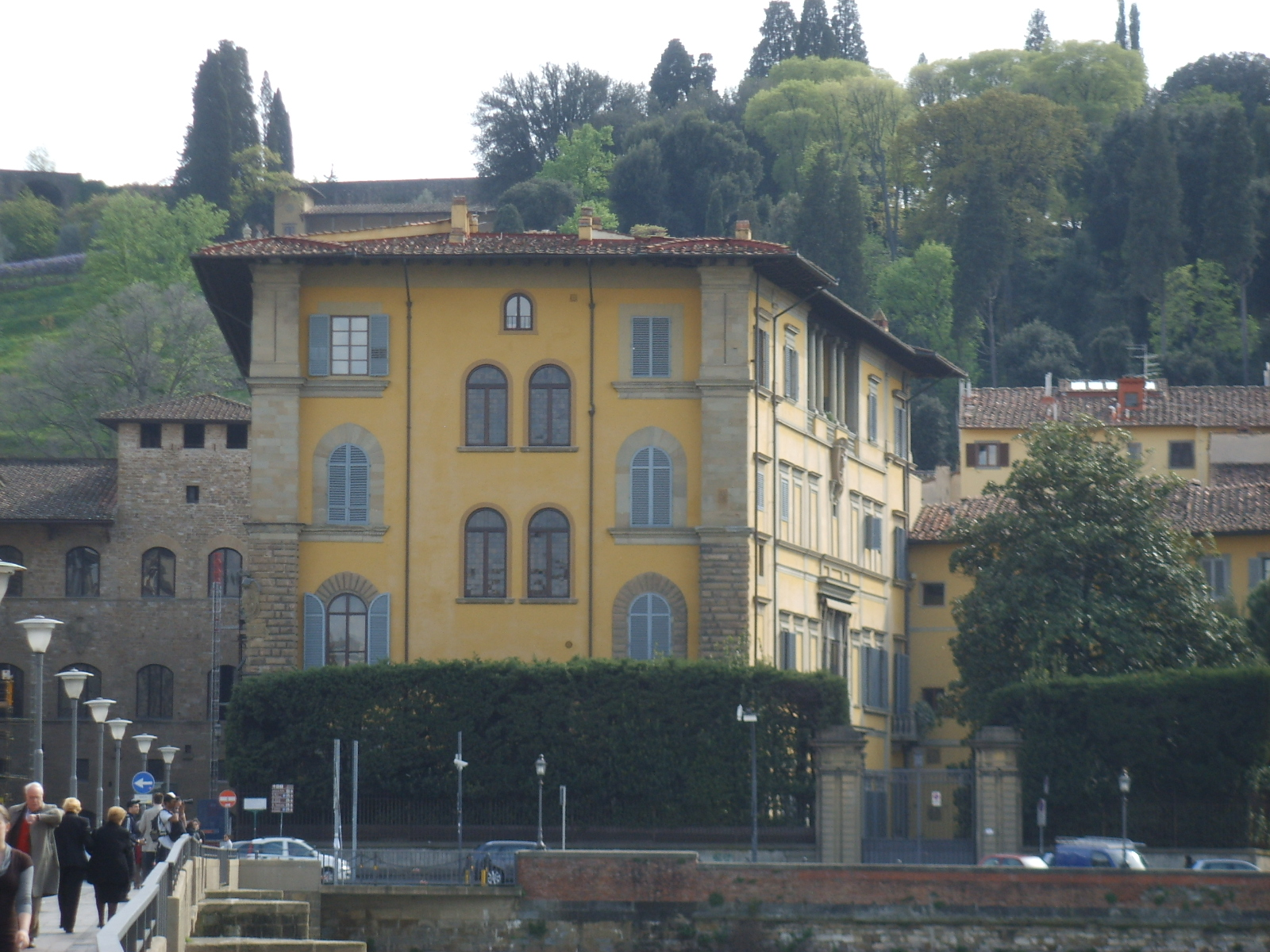
Vista a partir do Lungarno oposto
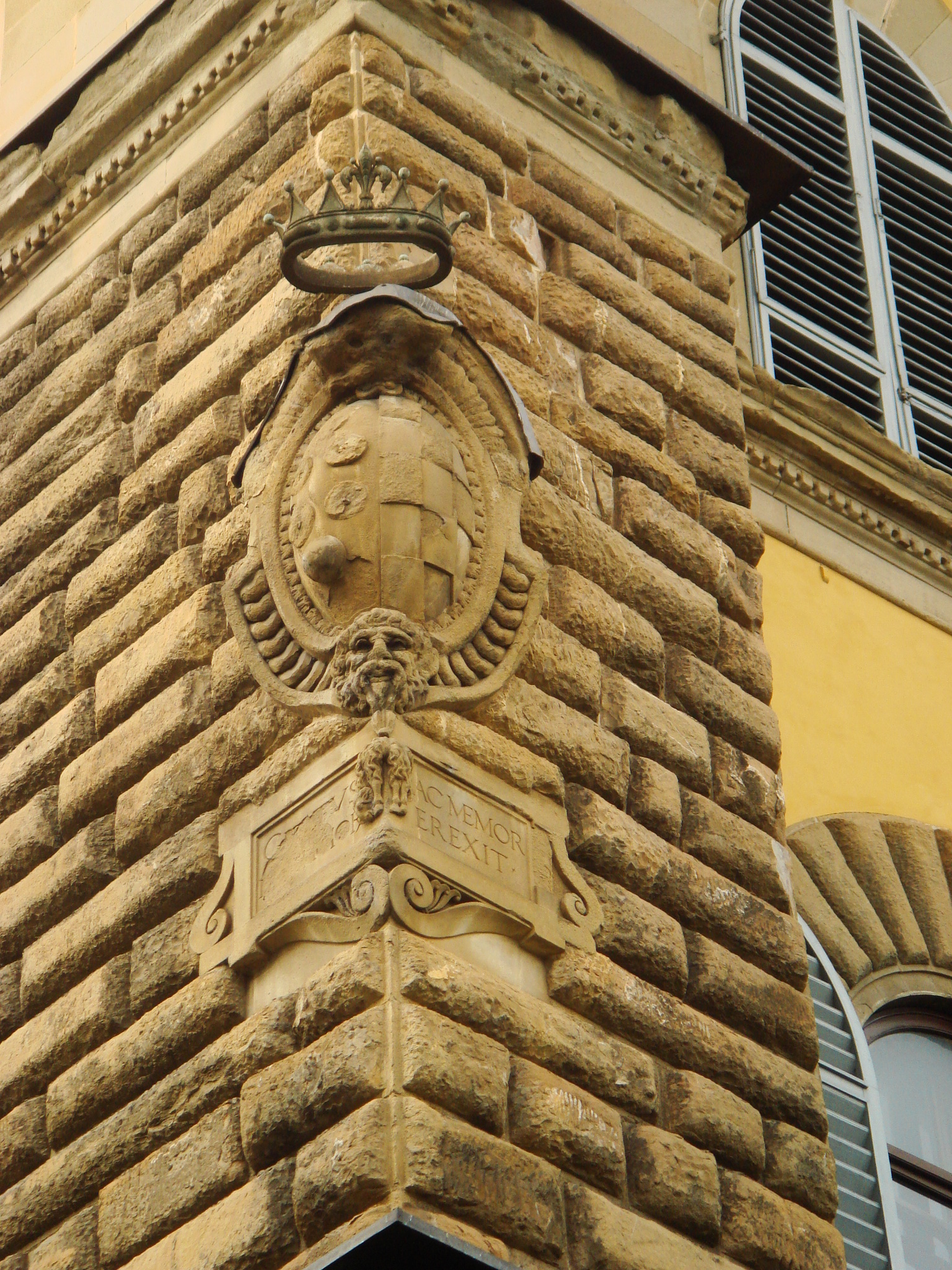
Brasão no cunhal
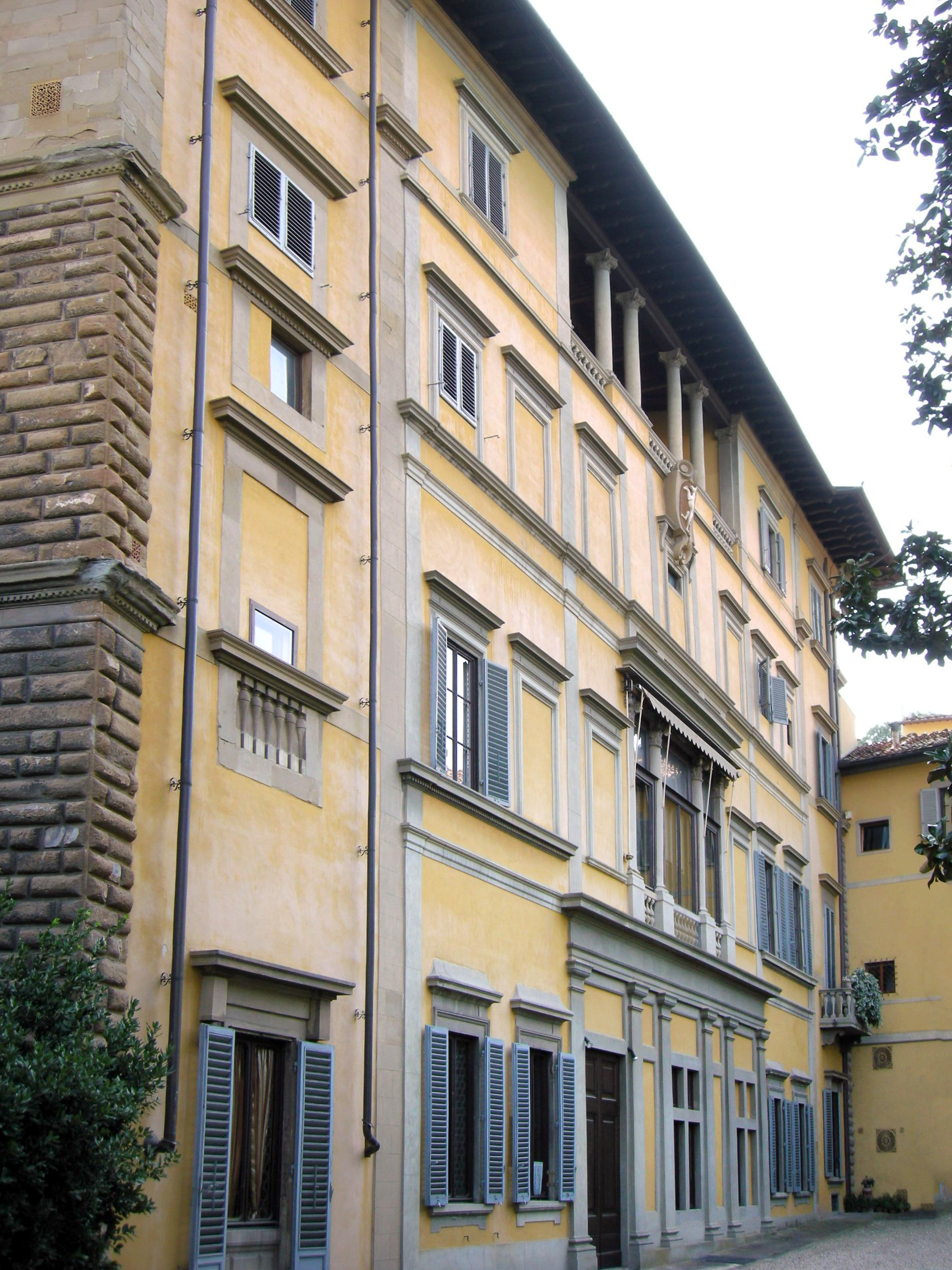
Fachada virada ao jardim